# ISS GUT!
Die ISS GUT! ist eine Fachmesse für das Gastgewerbe und Ernährungshandwerk. Sie findet alle zwei Jahre im Herbst auf dem Leipziger Messegelände statt.

## Geschichte
Die ISS GUT! wurde erstmals im November 2015 auf dem neuen Leipziger Messegelände veranstaltet. Mit dem Konzept, alle Akteure des Außer-Haus-Marktes anzusprechen, reagierte die Leipziger Messe auf aktuelle gesellschaftliche Entwicklungen wie steigende Mobilität, veränderte Arbeits- und Lebensgewohnheiten oder das stetig wachsende Bewusstsein für regionale Produkte und gesunde Ernährung. Vorgänger der ISS GUT! war die Fachmesse GÄSTE, die von 1991 bis 2013 in Leipzig ausgerichtet wurde.
Vom 5. bis 7. November 2017  fand die zweite ISS GUT! in Leipzig statt. Rund 8.600 Fachbesucher informierten sich über Gastronomie, Hotellerie, Catering sowie das Bäcker- und Fleischergewerbe (2015: 8.200 Fachbesucher). Ca. 200 Aussteller – 15 Prozent mehr als zur Erstveranstaltung 2015, waren auf der Fachmesse präsent. Im November 2019 startete die dritte Ausgabe der Messe mit 10.200 Besuchern und 300 Ausstellern.

## Profil
Als einzige Fachmesse in den neuen Bundesländern spricht die ISS GUT! den gesamten Markt der Außer-Haus-Verpflegung an. Das Angebot umfasst Technik und Einrichtung, Nahrungsmittel und Getränke sowie Dienstleistungen für die Branche. Ein besonderer Schwerpunkt liegt auf dem Thema regionale Produkte. Zielgruppen der ISS GUT! sind Gastronomen, Hoteliers und Unternehmen der Gemeinschaftsverpflegung, Caterer sowie das Ernährungshandwerk mit Bäckern, Konditoren und Fleischern.